# Плац (Гистров)
Плац (њем. Plaaz) општина је у њемачкој савезној држави Мекленбург-Западна Померанија. Једно је од 62 општинска средишта округа Гистров. Према процјени из 2010. у општини је живјело 799 становника. Посједује регионалну шифру (AGS) 13053068.

## Географски и демографски подаци
Плац се налази у савезној држави Мекленбург-Западна Померанија у округу Гистров. Општина се налази на надморској висини од 60 метара. Површина општине износи 34,4 km². У самом мјесту је, према процјени из 2010. године, живјело 799 становника. Просјечна густина становништва износи 23 становника/km².